# Frédéric Beigbeder
(F. Beigbeder)
Frédéric Beigbeder (Neuilly-sur-Seine, 21 settembre 1965) è uno scrittore, critico letterario, pubblicitario ed editore francese.
Considerato un nichilista e un provocatore, è noto per la sua capacità di spaccare l'opinione pubblica su vasti temi a partire da spunti autobiografici. Beigbeder ama la critica e la provocazione, ma fondamentalmente è un pessimista edonista (ama la vita sfrenata in quanto convinto dello sfacelo sopraggiungente) non privo di una punta di narcisismo.
Ha scritto numerosi romanzi, per la gran parte di contenuto autobiografico.

## Biografia
Beigbeder nasce da una famiglia piuttosto agiata: sua madre Christine de Chasteigner è traduttrice di romanzi rosa, mentre suo padre Jean-Michel Beigbeder è reclutatore di talenti. Terminati gli studi nei licei Montaigne e Louis-le-Grand, all'età di 24 anni si laurea in scienze politiche all'Institut d'Études Politiques di Parigi. Diventato copywriter in una grande agenzia pubblicitaria, la Young & Rubicam dove rimane cinque anni, Beigbeder collabora anche come critico letterario in alcune riviste come Elle e Paris Match.

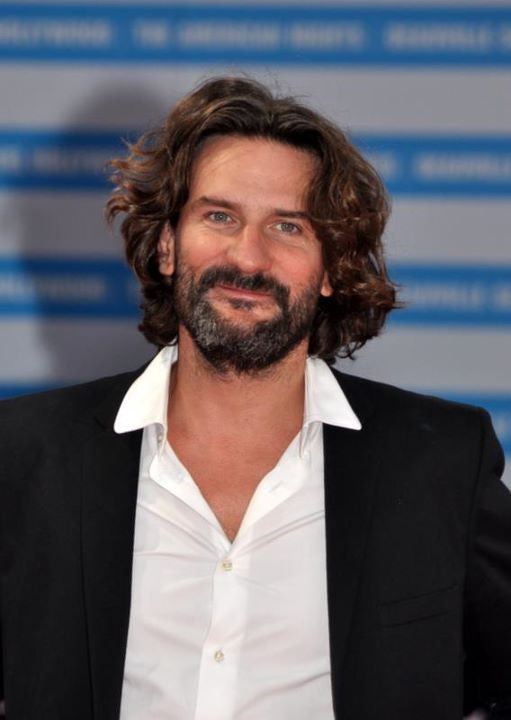
Beigbeder nel 2011

Nel 2000, conscio che la pubblicazione gli avrebbe causato il licenziamento, dà alle stampe il romanzo che gli ha valso la celebrità, Lire 26.900 (titolo originale francese: 99 francs), impietosa denuncia del mondo della pubblicità divenuta un caso editoriale con 380.000 esemplari venduti. Più tardi Beigbeder si lancia nell'avventura televisiva (conduce un programma su Paris Première e Canal+), ma il tentativo si rivela un fallimento. Tuttavia, nel gennaio 2003, la casa editrice Flammarion propone allo scrittore di cambiare fronte e di diventare editore. Da quel momento ha pubblicato circa 25 libri.
Il suo romanzo Windows on the world, che si ambienta nelle Torri Gemelle di New York durante gli attentati dell'11 settembre, gli ha valso il premio Interallié 2003. Il romanzo stesso è in corso di adattamento cinematografico da parte del regista anglo-francese Max Pugh. Nel 2005 fu, unitamente a Alain Decaux e Jean-Pierre Thiollet, uno dei maggiori partecipanti al Salone del Libro di Beirut. Nel 2012 ha debuttato come regista, girando L'amore dura tre anni, film basato sul soggetto del suo omonimo romanzo.

### Vita personale
Divorziato e con una figlia, Chloë, dal 2004 al 2007 è stato unito sentimentalmente all'attrice francese Laura Smet.
È stato uno dei pochi a difendere Gabriel Matzneff dopo le accuse di rapporti sessuali con minori (da Matzneff ammesse), assieme ad Alain de Benoist. Matzneff e Beigbeder sono amici da lungo tempo.
Ha dichiarato di aver fatto uso di cocaina per anni, e di aver smesso nel 2022.

## Opere

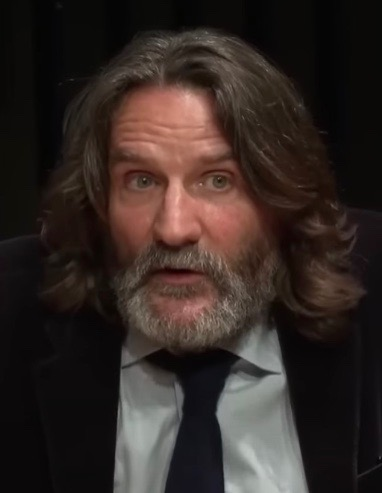
Frédéric Beigbeder nel 2023

- 1990: Mémoires d'un jeune homme dérangé, La Table Ronde
- 1994: Vacances dans le coma, Grasset
- 1997: L'amour dure trois ans, Grasset
- 1999: Nouvelles sous ecstasy, Gallimard
- 2000: 99 francs (euro 13,89), Grasset
- 2001: Dernier inventaire avant liquidation, Grasset
- 2002: Rester normal, Dargaud
- 2003: Windows on the World, Grasset
- 2004: Rester normal à Saint-Tropez, Dargaud
- 2004: Je crois, moi non plus - dialogue entre un évêque et un mécréant, Calmann-Lévy
- 2005: L'égoïste romantique, Grasset
- 2007: Au secours pardon, Grasset
- 2009: Un roman français, Grasset
- 2018 Une vie sans fin, Grasset

### Opere tradotte in italiano
- 2001: Lire 26.900, Feltrinelli [euro 13,89]
- 2003: L'amore dura tre anni, Feltrinelli
- 2004: Windows on the World, Bompiani
- 2019: Memorie di un giovane disturbato, VAGUEdizioni
- 2019: Una vita senza fine, Bompiani